# Arnold Wallraff
Arnold Wallraff (* 26. Oktober 1949) ist ein deutscher Wirtschaftswissenschaftler und Jurist. Von 2007 bis 2017 war er Präsident des Bundesamtes für Wirtschaft und Ausfuhrkontrolle (BAFA).
Seit 2017 berät er die beiden großen Kirchen, Bundestagsausschüsse, die Gemeinsame Konferenz Kirche und Entwicklung GKKE sowie verschiedene Fernsehnachrichtenmagazine in Fragen der Rüstungsexportkontrolle.

## Leben
Nach dem US-Abitur 1967 in San Diego, Kalifornien legte er im Folgejahr das deutsche Abitur am altsprachlichen Beethoven-Gymnasium Bonn ab. Von 1968 an studierte er an der Universität Bonn Wirtschaftswissenschaften mit Schwerpunkt Volkswirtschaft und schloss 1973 mit einem Diplom ab. Im Anschluss setzte er sein Studium mit Rechtswissenschaften fort, in welchen er 1975 mit einer kartellrechtlichen Arbeit promovierte.
Von 1976 bis 1987 war er im Bundesministerium für Wirtschaft unter anderem in den Bereichen  Wettbewerbspolitik/Kartellrecht, Forschungs- und Technologiepolitik, Internationale Handels-/Außenwirtschaftspolitik, Auslandsmessepolitik tätig. 1983 war er in der Ständigen Vertretung des Auswärtigen Amtes bei der OECD in Paris beschäftigt. Von 1987 bis 1990 war er für das Auswärtige Amt – dieses Mal für die Ständige Vertretung im GATT-Büro in Genf – tätig.
Von  1990 bis 1992 war er im Bundesministerium für Post und Telekommunikation Leiter Wettbewerbs- und Preiskontrolle/Regulierungsfragen. Von 1992 bis 1997 war er wirtschaftspolitischer Berater der Bundespräsidenten Richard von Weizsäcker und Roman Herzog beziehungsweise Leiter des wirtschaftspolitischen Bereichs im Bundespräsidialamt. 1997 wechselte er in die Wirtschaft und war bis 1998 stellvertretender Leiter des Konzernbereichs Wirtschaftspolitik der VEBA AG. Ab 1999 war er als Ministerialrat Leiter des Bereichs Bildungs- und Berufsbildungspolitik im Bundesministerium für Wirtschaft und Technologie. Von 2007 bis 2017 war er Präsident des Bundesamtes für Wirtschaft und Ausfuhrkontrolle (BAFA). Seitdem berät er die katholische wie die evangelische Kirche in Fragen der Rüstungsexportpolitik und arbeitet an dem einschlägigen jährlichen Bericht der Gemeinsamen Konferenz Kirche und Entwicklung (GKKE) maßgeblich mit.
Er ist Träger des Bundesverdienstkreuzes. 2011 zeichnete der Westdeutsche Handwerkskammertag (WHKT) Wallraff, wo er auch im Projektbeitrat tätig ist, mit der Goldenen Ehrennadel aus.
Wallraff ist verheiratet und hat fünf Kinder.